# Skulderled
Skulderledet (eller glenohumerale led fra græsk glene, øjeæble, + -oid, 'form of', + Latin humerus, skulder) er en multiaxial synovialt kugleled og involvere ledforbindelse mellem cavitas glenoidalis på scapula (skulderblad) og humerushovedet (overarmsknogle). På grund af den meget løse ledkapsel, der giver en begrænset grænseflade mellem humerus og scapula, er det det mest mobile led i menneskekroppen.
| Anatomi | Spire Denne artikel om anatomi er en spire som bør udbygges. Du er velkommen til at hjælpe Wikipedia ved at udvide den. |